# جامعة جبل سانت فنسنت
جامعة جبل سانت فنسنت هي جامعة عامة في كندا تأسست عام 1873. تقع في مدينة هاليفاكس.

## إحصائيات
يبلغ عدد طلاب الجامعة 4,220 طالب، منهم 1,345 طالب دراسات عليا.

## وصلات خارجية
- الموقع الرسمي